# Manny Rodríguez
Manny Alexander Rodríguez Baldera (Santiago de los Caballeros, 23 maggio 1998) è un calciatore dominicano, centrocampista del San Fernando CD e della nazionale dominicana.

## Biografia
Nato a Santiago de los Caballeros, si è trasferito con la sua famiglia a Madrid, in Spagna, quando aveva 8 anni, andando a vivere nei pressi dello stadio Vicente Calderón.

## Carriera

### Club
Ha iniziato a giocare a calcio quando aveva 15 anni, nelle giovanili dell'AV La Chimenea e del Moratalaz, prima di entrare a far parte delle giovanili dell'Atlético Madrid nel 2015.

### Nazionale
A livello di nazionali, ha rappresentato l'Under-20 della Repubblica Dominicana. Ha esordito con la nazionale maggiore nel 2021.

## Statistiche

### Presenze e reti nei club
Statistiche aggiornate al 20 giugno 2021.
| Stagione                 | Squadra                  | Campionato               | Campionato | Campionato | Coppe nazionali | Coppe nazionali | Coppe nazionali | Coppe continentali | Coppe continentali | Coppe continentali | Altre coppe | Altre coppe | Altre coppe | Totale | Totale |
| Stagione                 | Squadra                  | Comp                     | Pres       | Reti       | Comp            | Pres            | Reti            | Comp               | Pres               | Reti               | Comp        | Pres        | Reti        | Pres   | Reti   |
| ------------------------ | ------------------------ | ------------------------ | ---------- | ---------- | --------------- | --------------- | --------------- | ------------------ | ------------------ | ------------------ | ----------- | ----------- | ----------- | ------ | ------ |
| 2017-2018                | Atlético Madrid B        | SDB                      | 32         | 4          |                 | -               | -               |                    | -                  | -                  |             | -           | -           | 32     | 4      |
| 2018-2019                | Atlético Madrid B        | SDB                      | 13         | 0          |                 | -               | -               |                    | -                  | -                  |             | -           | -           | 13     | 0      |
| Totale Atlético Madrid B | Totale Atlético Madrid B | Totale Atlético Madrid B | 45         | 4          |                 | -               | -               |                    | -                  | -                  |             | -           | -           | 45     | 4      |
| 2019-2020                | Celta Vigo B             | SDB                      | 5          | 0          |                 | -               | -               |                    | -                  | -                  |             | -           | -           | 5      | 0      |
| 2020-feb. 2021           | Hércules                 | SDB                      | 3          | 0          |                 | -               | -               |                    | -                  | -                  |             | -           | -           | 3      | 0      |
| feb.-mag. 2021           | Rayo Majadahonda         | SDB                      | 14         | 1          |                 | -               | -               |                    | -                  | -                  |             | -           | -           | 14     | 1      |
| Totale carriera          | Totale carriera          | Totale carriera          | 67         | 5          |                 | -               | -               |                    | -                  | -                  |             | -           | -           | 67     | 5      |

### Cronologia presenze e reti in nazionale
| Cronologia completa delle presenze e delle reti in nazionale ― Rep. Dominicana | Cronologia completa delle presenze e delle reti in nazionale ― Rep. Dominicana | Cronologia completa delle presenze e delle reti in nazionale ― Rep. Dominicana | Cronologia completa delle presenze e delle reti in nazionale ― Rep. Dominicana | Cronologia completa delle presenze e delle reti in nazionale ― Rep. Dominicana | Cronologia completa delle presenze e delle reti in nazionale ― Rep. Dominicana | Cronologia completa delle presenze e delle reti in nazionale ― Rep. Dominicana | Cronologia completa delle presenze e delle reti in nazionale ― Rep. Dominicana |
| Data                                                                           | Città                                                                          | In casa                                                                        | Risultato                                                                      | Ospiti                                                                         | Competizione                                                                   | Reti                                                                           | Note                                                                           |
| ------------------------------------------------------------------------------ | ------------------------------------------------------------------------------ | ------------------------------------------------------------------------------ | ------------------------------------------------------------------------------ | ------------------------------------------------------------------------------ | ------------------------------------------------------------------------------ | ------------------------------------------------------------------------------ | ------------------------------------------------------------------------------ |
| 24-3-2021                                                                      | Santo Domingo                                                                  | Rep. Dominicana                                                                | 1 – 0                                                                          | Dominica                                                                       | Qual. Mondiali 2022                                                            | -                                                                              | 72’                                                                            |
| 4-6-2021                                                                       | Santo Domingo                                                                  | Rep. Dominicana                                                                | 1 – 1                                                                          | Barbados                                                                       | Qual. Mondiali 2022                                                            | 1                                                                              |                                                                                |
| 9-6-2021                                                                       | Panama                                                                         | Panama                                                                         | 3 – 0                                                                          | Rep. Dominicana                                                                | Qual. Mondiali 2022                                                            | -                                                                              |                                                                                |
| Totale                                                                         |                                                                                | Presenze                                                                       | 3                                                                              |                                                                                | Reti                                                                           | 1                                                                              |                                                                                |